# Nekrolog 1916
Nekrolog
◄◄
| ◄
| 1912
| 1913
| 1914
| 1915
| 1916 | 1917 | 1918 | 1919 | 1920 | ► | ►►
1. Quartal |
2. Quartal |
3. Quartal |
4. Quartal 
Weitere Ereignisse | Allgemeiner Nekrolog 1916
Die Beschreibung der verstorbenen Person sollte so kurz wie möglich gehalten sein und nur deren signifikante Tätigkeit(en) enthalten.
Neue Namen ggf. auch unter dem Geburts- und Sterbedatum, also etwa unter 1. Januar und im Geburts- und Sterbejahr (2024) eintragen (nur bei entsprechender großer Wichtigkeit). Für Beispiele siehe die schon vorhandenen Artikel.
Außerdem über die fünf zuletzt Verstorbenen, zu denen es einen ausreichend guten Artikel für eine Präsentation auf der Hauptseite gibt, nach der todesbedingten Überarbeitung der Artikel ggf. auch unter Wikipedia Diskussion:Hauptseite informieren und sie am besten auch in den anderen Wikipedia-Sprachversionen eintragen. Tipp: Regelmäßig bei news.google.de nach „ist tot“, „gestorben“ oder „verstorben“ suchen.
Wenn eine Person gestorben ist, gibt es viele Seiten zu dieser Person in der Wikipedia, die davon auch betroffen sind und entsprechend aktualisiert werden müssen. Beispiele: Namenübersichtsseite, Geburtsjahr, Geburtsort-Seiten und viele mehr.
Wie finde ich die betroffenen Seiten?
Im Suchfeld auf der linken Seite gibt man den Suchbegriff so ein: „Vorname Nachname“. Dann klickt man auf Volltext und alle Seiten mit entsprechendem Suchtext werden aufgerufen. Hier sieht man dann schnell, wo auch das Todesjahr Sinn macht oder sogar ein Teil des Artikels angepasst werden muss. Auch hilft das „Werkzeug“ auf der linken Seite sehr gut, um solche Seiten aufzufinden: „Links auf diese Seite“. Somit ist die Wikipedia wieder aktuell in allen Bereichen! Hinweis: bei Eintragung der Kategorie „Gestorben JAHR“ wird der Missbrauchsfilter 49 ausgelöst, was jedoch nicht schlimm ist. Siehe: Spezial:Missbrauchsfilter/49
Dies ist eine Liste von im Jahr 1916 verstorbenen bekannten Persönlichkeiten. Die Einträge erfolgen innerhalb der einzelnen Daten alphabetisch sortiert. Tiere sind im Nekrolog für Tiere zu finden.
Die Liste ist nach Quartalen aufgeteilt:
- Nekrolog 1. Quartal 1916: Januar, Februar und März
- Nekrolog 2. Quartal 1916: April, Mai und Juni
- Nekrolog 3. Quartal 1916: Juli, August und September
- Nekrolog 4. Quartal 1916: Oktober, November und Dezember

## Datum unbekannt
| Tag | Name                              | Beruf, bekannt als                                                                | Alter | Beleg |
| --- | --------------------------------- | --------------------------------------------------------------------------------- | ----- | ----- |
|     | Irineu de Almeida                 | brasilianischer Musiker und Komponist                                             |       |       |
|     | Léon Autonne                      | französischer Ingenieur und Mathematiker                                          |       |       |
|     | Fritz von Benesch                 | österreichischer Geologe                                                          |       |       |
|     | Julius Berberich                  | Geistlicher Rat im Erzbistum Freiburg und deutscher Schriftsteller                |       |       |
|     | Ernst Albrecht Braun              | hessischer Finanz- und Innenminister                                              |       |       |
|     | Léon-François Comerre             | französischer Maler                                                               |       |       |
|     | Fehim Čurčić                      | bosnischer Politiker                                                              |       |       |
|     | David Elphinstone                 | australischer Architekt und Baumeister                                            |       |       |
|     | Josef Eschelbacher                | deutscher Rabbiner                                                                |       |       |
|     | Vinzenz Feckter                   | Fotograf                                                                          |       |       |
|     | John Ferguson                     | britischer Chemiehistoriker und Chemiker                                          |       |       |
|     | Hermann Frobenius                 | deutscher Offizier und Militärschriftsteller                                      |       |       |
|     | Charles Galloway                  | US-amerikanischer Jazz-Musiker                                                    |       |       |
|     | William Sidney Goodwin            | britischer Landvermesser, Rahmenmacher und Landschaftsmaler                       |       |       |
|     | Friedrich Ernst Guhr              | deutscher Unternehmer und Kommissionsrat                                          |       |       |
|     | Askan von Hardenberg              | deutscher Landrat und Staatsrat in Sachsen-Altenburg                              |       |       |
|     | Robert Heine                      | preußischer Gutsbesitzer und Politiker                                            |       |       |
|     | Arthur von Hippel                 | deutscher Augenheilkundler                                                        |       |       |
|     | Johann Jakob Hoops                | Pädagoge in Bremen                                                                |       |       |
|     | Huang Xing                        | chinesisches Mitglied der Tongmenghui und Gefolgsmann von Sun Yatsen              |       |       |
|     | Sándor Járay                      | Kunstmöbelfabrikant und Leiter eines Dekorations-Atelier in Wien                  |       |       |
|     | Eduard Jaunez                     | Ingenieur, Besitzer einer Tonwarenfabrik, Bürgermeister der Stadt Saargemünd, MdR |       |       |
|     | Florentine Ariosto Jones          | amerikanischer Uhrmacher                                                          |       |       |
|     | Wilhelm Kemmler                   | deutscher Architekt und Königlich Bayerischer Baurat                              |       |       |
|     | Benjamin Kidd                     | britischer Soziologe                                                              |       |       |
|     | Edward Kreiser                    | US-amerikanischer Organist und Komponist                                          |       |       |
|     | Georg Lampe                       | deutscher Porträt- und Landschaftsmaler                                           |       |       |
|     | Henry Léauté                      | französischer Ingenieur und Mathematiker                                          |       |       |
|     | Lewanika I.                       | König von Barotseland                                                             |       |       |
|     | Paul Liman                        | deutscher Autor und Publizist                                                     |       |       |
|     | Richard Markgraf                  | österreichischer Fossiliensammler und Paläontologe                                |       |       |
|     | Hermann Martens                   | deutscher Radsportler                                                             |       |       |
|     | Rudolf Martin                     | deutscher Jurist und Politiker, MdHB                                              |       |       |
|     | Kyriakoulis Mavromichalis         | griechischer Politiker und Ministerpräsident                                      |       |       |
|     | Julius Moser                      | deutscher Bildhauer                                                               |       |       |
|     | José Moura Girão                  | portugiesischer Maler                                                             |       |       |
|     | Paul Parquet                      | französischer Parfümeur und Unternehmer                                           |       |       |
|     | Nils Persson                      | schwedischer Unternehmer, Reichstagsmitglied und Konsul                           |       |       |
|     | Manuel Posadas                    | argentinischer Geiger und Musikpädagoge                                           | ≈56   |       |
|     | Alfred Rabuteau                   | französischer Komponist                                                           |       |       |
|     | Louise Radecke                    | deutsche Opernsängerin                                                            |       |       |
|     | Manuel Ramírez                    | spanischer Gitarrenbauer                                                          |       |       |
|     | Wilhelm Remé                      | Hamburger Brauerdirektor und Mitglied der Hamburger Bürgerschaft                  |       |       |
|     | Paul Schad-Rossa                  | deutscher Kunstmaler, Kopist und Bildhauer                                        |       |       |
|     | Joseph Schäfers                   | deutscher katholischer Theologe                                                   |       |       |
|     | Richard Schirop                   | deutscher Architekt                                                               |       |       |
|     | Gustav Schmoll genannt Eisenwerth | deutscher Architekt                                                               |       |       |
|     | Adelheid von Schorn               | deutsche Schriftstellerin                                                         |       |       |
|     | Josef Siebenlist                  | österreichischer Journalist                                                       |       |       |
|     | Alphonse Simil                    | französischer Architekt                                                           |       |       |
|     | Tirésias Simon-Sam                | haitianischer Politiker und Präsident von Haiti                                   |       |       |
|     | Bernhard Stroh Jr.                | Präsident der Stroh Brewery Company                                               |       |       |
|     | Faik Süleyman                     | türkischer General                                                                |       |       |
|     | Dorothy Amaury Talbot             | britische Ethnographin, Autorin, Pflanzensammlering und Illustratorin             | ≈45   |       |
|     | William Usherwood                 | englischer Porträtmaler und Photograph                                            |       |       |
|     | Henri Vallée                      | französischer Kutschen-, Fahrrad- und Autobauer                                   |       |       |
|     | Christopher Vohrer                | deutscher Siedler und Winzer in Aserbaidschan                                     |       |       |
|     | Hans Voltz                        | Industrieller Interessenvertreter und Politiker (Nationalliberal)                 |       |       |
|     | Oscar Wagner                      | deutscher Dramatiker, Schauspieler, Schriftsteller und Zeichner                   |       |       |
|     | Pauline Wengeroff                 | russische Autorin                                                                 |       |       |
|     | Max Witschel                      | deutscher Marineoffizier, zuletzt Konteradmiral                                   |       |       |
|     | Alexander Iwanowitsch Wojeikow    | russischer Reisender und Meteorologe                                              |       |       |